# 767
767 (DCCLXVII) fue un año común comenzado en jueves del calendario juliano, en vigor en aquella fecha.

## Acontecimientos
- 28 de junio: El papa Paulo I fallece en Roma luego de un reinado de 10 años, en el que protestó contra la política del emperador bizantino Constantino V de revivir la iconoclasia en Constantinopla. Dio refugio a monjes griegos que fueron expulsados del Imperio Bizantino y trasladó muchas reliquias de santos de las catacumbas a las iglesias romanas. El duque Toto de Nepi aprovecha la muerte de Paulo I para provocar una insurrección armada y proclama anticanónicamente a su hermano laico como nuevo papa, con el nombre de Constantino II.
- Guerras búlgaro-bizantinas - El emperador Constantino V invade Tracia y penetra los Montes Balcanes con una fuerza expedicionaria bizantina, incendiando algunas localidades alrededor de la capital búlgara de Pliska. Constantino acepta un acuerdo de paz con Pagan, gobernante (khagan) del imperio búlgaro, cuyo territorio está en anarquía.[1]
- Los francos al mando del rey Pipino el Breve destruyen la resistencia en el Aquitania central. Conquista la capital Burdeos y devasta toda la región.
- Pipino recibe a una delegación bizantina en su corte en Gentilly. Discuten política exterior sobre la región de Italia y la iconoclasia.
- Bereberes jariyíes de Tlemcen y Tiaret intentan conquistar la región de Ifriqiya del califato abasí, pero fracasan en la captura de la capital Kairuán.

## Nacimientos
- Ja'far ibn Yahya, visir persa.
- Muhammad ibn Idris ash-Shafi`i, jurista musulmán.
- Pipino el Jorobado, hijo de Carlomagno (fecha aproximada).
- Saichō, monje budista japonés.

## Fallecimientos
- 20 de abril - Taichō, monje shugendō japonés.
- 28 de junio - Paulo I, papa.
- Abu Hanífah, teólogo y jurista musulmán.
- Aedh Ailghin, rey de Ui Maine (Irlanda).
- Constantino II de Constantinopla
- Ibn Ishaq, biógrafo de Mahoma.
- Ibn Jurayj, estudioso islámico.
- Murchad mac Flaithbertaig, jefe del Cenél Conaill.
- Toktu, khagan de Bulgaria.